# Park Narodowy Kiang West
Park Narodowy Kiang West (ang. Kiang West National Park) – park narodowy w Gambii w dywizji Lower River, na południowym brzegu rzeki Gambia, założony w 1987 roku. Park zajmuje powierzchnię około 11,5 tys. hektarów, co czyni go największym obszarem chronionym kraju.
Na teren parku składają się w większości obszary wilgotnej sawanny, a nad samą rzeką także lasy galeriowe i namorzyny. Do najczęściej spotykanych przedstawicieli fauny parku zaliczają się pawiany, guźce i antylopy. W wodach lasów namorzynowych żyją również krokodyle i wydry.